# Matthew Hughes (Leichtathlet)
Matthew Hughes (* 3. August 1989 in Oshawa) ist ein kanadischer Hindernisläufer.

## Sportliche Laufbahn
Erste internationale Erfahrungen sammelte Matthew Hughes bei den Panamerikanischen-Juniorenmeisterschaften 2007 in São Paulo, bei denen er den vierten Platz über 3000 Meter Hindernis belegte. 2008 nahm er an den Juniorenweltmeisterschaften im polnischen Bydgoszcz teil und schied dort in der ersten Runde aus. 2011 qualifizierte er sich zum ersten Mal für die Weltmeisterschaften in Daegu, bei denen er mit 8:58,52 min im dritten Vorlauf ausschied. Zwei Jahre später wurde er bei den Weltmeisterschaften in Moskau Sechster und brach dabei den 28 Jahre alten nationalen Rekord.
2014 nahm er zum ersten Mal an den Commonwealth Games in Glasgow teil und erreichte dort in 8:21,88 min den vierten Platz. Zudem wurde er Siebter beim Leichtathletik-Continental-Cup in Marrakesch. 2015 siegte er bei den Panamerikanischen Spielen in Toronto in 8:32,18 min und feierte damit seinen bisher größten Erfolg. Er nahm auch an den Weltmeisterschaften in Peking teil und belegte dort mit einer Zeit von 8:18,63 min im Finale den achten Platz. 2016 qualifizierte er sich erstmals für die Olympischen Spiele in Rio de Janeiro, bei denen er im Finale den zehnten Platz erreichte.
2017 erfolgte die Teilnahme an seinen vierten Weltmeisterschaften in London, bei denen er im Finale in 8:21,84 min den sechsten Platz belegte. 2018 nahm er erneut an den Commonwealth Games im australischen Gold Coast teil und wurde dort mit einer Zeit von 8:12,33 min Vierter.
Zwischen 2013 und 2015 sowie zwischen 2017 und 2019 wurde Hughes kanadischer Meister im Hindernislauf. Er absolvierte ein Studium der Sportwissenschaften an der University of Louisville.

## Persönliche Bestzeiten
- 5000 Meter: 13:19,56 min, 2. Mai 2015 in Palo Alto
  - 3000 Meter (Halle): 7:51,87 min, 14. Februar 2015 in Boston
- 3000 m Hindernis: 8:11,64 min, 15. August 2013 in Moskau (Kanadischer Rekord)